# سیمون رودریگز
سیمون رودریگز (اسپانیایی: Simón Rodríguez‎؛ ۲۸ اکتبر ۱۷۶۹، کاراکاس، ونزوئلا – ۲۸ فوریه ۱۸۵۴، آموتاپه، پرو)، که در دوران تبعیدش از آمریکای اسپانیایی با نام ساموئل رابینسون شناخته می‌شد، فیلسوف، محقق، انسان‌گرا، سیاستمدار، تایپوگراف، معلم، مربی و قهرمان اهل ونزوئلا بود که به دنبال دانش، ساختن مدارس بود و با تلاش خستگی‌ناپذیرش در پیشبرد اصولی که برایش عزیز بود، به سراسر جهان سفر کرد. او به‌ویژه معلم و مربی سیمون بولیوار در کودکی بود که به او درس‌هایی از آرمان‌های آزادی و روشنگری و استقلال داد و زندگی بولیوار را متحول کرد و در نوجوانی او را به عنوان شاهد در سوگند مونت ساکرو همراهی کرد.
مادر او، روزالیا رودریگز، دختر یک صاحب مزارع و دام بود. پدرش اصالتاً اهل جزایر قناری بود.
مشارکت‌های سیمون رودریگز شامل سیاست، اقتصاد، آموزش، اخلاق و جامعه‌شناسی می‌شود. در اثر اصلی او انجمن‌های آمریکایی (انگلیسی: Sociedades Americanas) در سال ۱۸۲۸ می‌توان پروژه سیاسی-اقتصادی و آموزشی برای ایجاد جمهوری‌های آمریکایی را دید.

## زندگی و فعالیت‌ها
رودریگز در کاراکاس، ونزوئلا به دنیا آمد، دانش‌آموزی با استعداد بود که عمیقاً از آثار ژان ژاک روسو، به‌ویژه رساله برجسته او امیل یا در باب تعلیم و تربیت الهام گرفته بود. در سال ۱۷۹۱ رودریگز اولین موقعیت تدریس خود را در کاراکاس دریافت کرد و سه سال بعد نقدی بر سیستم مدرسه و همچنین طرحی برای اصلاح آن ارائه کرد.
معلم جوان پیشنهاد ایجاد مدارس جدید را با مربیان خوب آموزش دیده و با حقوق نسبتاً خوب و حضور دانش آموزان بیشتری از هر قومیت و پیشینه اجتماعی ارائه کرد. در میان شاگردانش سیمون بولیوار بود که به دوست و مربی او تبدیل شد و احساسات سیاستمدار آینده را که در سرتاسر آمریکای جنوبی به نام ال لیبرتادور شناخته می‌شود، شکل داد.
رودریگز که در بزرگسالی با شاگرد خود متحد شد، در طول تلاش خود برای ایجاد کشورهای مستقل در ونزوئلا، کلمبیا، اکوادور، پرو، پاناما و جمهوری بولیوی، در کنار بولیوار کار کرد و همیشه بر اهمیت آموزش به عنوان یک حق اساسی بشر تمرکز داشت. چند سالی بود که رودریگز از ونزوئلا فرار کرد و با فداکاری تزلزل ناپذیر و عدم تمایل به به خطر انداختن آرمان‌هایش، نخبگان قدرتمند را برانگیخت.
رودریگز پس از راه‌اندازی یک «کارگاه-مدرسه» در کلمبیا، توسط بولیوار به پرو احضار شد. رودریگز به زودی «مدیر آموزش عمومی، علوم و هنرهای فیزیکی و ریاضی» و همچنین «مدیر معادن، کشاورزی و راه‌های عمومی» شد.
رودریگز در جستجوی مکانی برای اعمال ایده‌های خود سفرهای پی در پی می‌کرد و در پرو، شیلی و اکوادور زندگی می‌کرد. در سال ۱۸۲۸ او شروع به انتشار «انجمن‌های آمریکایی» کرد، با عنوان فرعی «آنها چگونه هستند و چگونه باید در قرن‌های آینده باشند». این اثر شامل خلاصه‌ای از ایده‌های او در مورد آموزش، حقوق بشر و شهروندی در عمل بود.
رودریگز با به‌کارگیری ایده‌های آموزشی جسورانه‌ای که اروپا را متحول کرد، در آمریکای جنوبی روش‌های نوآورانه‌ای برای آموزش دوران کودکی ابداع کرد که آینده میهن او را برای قرن‌های آینده رقم زد.